# Potentilla hololeuca
Potentilla hololeuca är en rosväxtart som beskrevs av Pierre Edmond Boissier och Karl Theodor Kotschy. Potentilla hololeuca ingår i Fingerörtssläktet som ingår i familjen rosväxter. Inga underarter finns listade i Catalogue of Life.